# Silvio Soldini
Silvio Soldini (* 1. August 1958 in Mailand) ist ein italienisch-schweizerischer Regisseur.

## Leben und Werk
Soldini gab im Alter von 21 Jahren sein Politikstudium auf und zog nach New York, um an der New York University Film zu studieren.
Er lieferte dort 1982 mit dem Kurzfilm Drimage sein erstes Werk ab. Kurz darauf kehrte er nach Mailand zurück, wo er als Übersetzer und Regieassistent arbeitete.
In Mailand drehte er zwei weitere kurze Low-Budget-Filme, im Jahr 1982 den Film Paesaggio con figure und 1985 den Film Giulia in ottobre.
1984 gründete er mit einigen Mitarbeitern eine eigene Produktionsgesellschaft mit dem Namen Monogatari. An ihr war von Anfang an der Kameramann Luca Bigazzi beteiligt, der schon bei allen bisherigen Filmprojekten Soldinis die Kamera geführt hatte.
1986 drehte Soldini gemeinsam mit Bigazzi in einer Nervenheilanstalt die Videoproduktion Voci celate, die beim Festival in Salsomaggiore als Sieger ausgezeichnet wurde.
1989 realisierte Soldini seinen ersten Spielfilm L'aria serena dell'ovest, der unter anderem mit dem Preis der Jugendjury des Festivals Locarno ausgezeichnet wurde und großen Erfolg beim Publikum verzeichnete. Gerühmt wurde unter anderem sein dokumentarischer Stil, der der Geschichte Authentizität verlieh.
1993 wurde mit Un' anima divisa in due (Die gespaltene Seele) Soldinis zweiter Spielfilm beim Festival von Venedig uraufgeführt. Der Hauptdarsteller Fabrizio Bentivoglio erhielt den Coppa Volpi als bester männlicher Darsteller.
1997 drehte er den Film Le acrobate (Akrobatinnen), der auf den Filmfestivals von Locarno und San Francisco gezeigt wurde. Hauptdarstellerin war Valeria Golino, die bei den Rencontres internationales de Cinéma in Paris und Saint-Vincent mit dem Grolla d’Oro ausgezeichnet wurde.
2000 kam mit Pane e Tulipani (Brot und Tulpen) der vierte und bisher erfolgreichste Film des Regisseurs heraus. Er wurde neunmal mit dem David di Donatello, dem italienischen Gegenstück zum Oscar, ausgezeichnet, u. a. als Bester Film des Jahres, für die Beste Regie, für die Beste Weibliche Hauptrolle (Licia Maglietta) und für die Beste Männliche Hauptrolle (Bruno Ganz). Der Film erhielt zudem fünf Nastro d’Argento der italienischen Filmkritiker, u. a. für die Beste Regie, das Beste Drehbuch und die Beste Weibliche Hauptrolle. Sein Film Il colore nascosto delle cose lief 2017 in Venedig außerhalb des Wettbewerbs.
Soldini ist ein Bruder des italienischen Einhand-Seglers Giovanni Soldini.

## Filme
- 1982: Drimage
- 1983: Paesaggio con figure
- 1984: Julia im Oktober (Giulia in ottobre)
- 1986: Voci celate
- 1987: La fabbrica sospesa
- 1988: Antonio e Cleo (Episode aus Provvisorio quasi d'amore)
- 1990: L’aria serena dell’ovest
- 1991: Femmine (Folle e polvere d’archivio)
- 1991: Musiche bruciano
- 1993: Die gespaltene Seele (Un’anima divisa in due)
- 1994: Fate in blu diesis d’estate (Serie Miracoli, storie per corti)
- 1995: Frammenti di una storia tra cinema e periferia
- 1996: Made in Lombardia
- 1997: Akrobatinnen (Le acrobate)
- 1997: Dimenticare Biasca
- 1997: Casa cose città
- 1998: Il futuro alle spalle
- 1999: Rom Tour
- 2000: Brot und Tulpen (Pane e tulipani)
- 2001: Brennen im Wind (Brucio nel vento)
- 2004: Agata und der Sturm (Agata e la tempesta)
- 2007: Tage und Wolken (Giorni e Nuvole)
- 2010: Was will ich mehr (Cosa voglio di più)
- 2012: Il comandante e la cicogna
- 2013: Eine andere Sicht
- 2017: Die verborgenen Farben der Dinge (Il colore nascosto delle cose)
- 2021: 3/19
- 2025: Die Vorkosterinnen (Le assaggiatrici)